# Elgin, Québec
Elgin är en kommun i provinsen Québec i Kanada. Den ligger i regionen Montérégie, i den sydöstra delen av landet, 120 km öster om huvudstaden Ottawa. Antalet invånare var 389 vid folkräkningen 2021. Landarean är 69 kvadratkilometer.
Kommunen är officiellt tvåspråkig (franska och engelska), med 56 % engelsktalande och 38 % fransktalande (modersmålstalare) vid folkräkningen 2021.